# پریدینان دس–مارتین
پریدینان دس–مارتین (به انگلیسی: Dess–Martin periodinane) یا به صورت مخفف (DMP) یک ماده شیمیایست که برای اکسایش الکل‌های نوع اول به آلدهیدها و الکل‌های نوع دوم به کتون‌ها استفاده می‌شود. این ماده به افتخار دو شیمیدان آمریکایی به نام‌های جیمز کالن مارتین و دانیل بنجامین دس نامگذاری شده است.